# Correo corporativo
El correo corporativo es una dirección de correo electrónico como cualquier otra y que generalmente puede contener el nombre comercial de una empresa. Una cuenta de correo corporativo puede llevar el nombre de una marca o nombre comercial si dicha empresa o quien la representa logra adquirir el dominio de Internet necesario ante la autoridad correspondiente. Se le denomina corporativo porque de esta manera (al tener un dominio propio que coincide con el nombre, marca o razón social de una empresa) se diferencia de los correos electrónicos personales que por lo general son cuentas de correo ofrecidas por los distintos servidores de correos en Internet (Gmail, Outlook, entre otros). En la mayoría de los casos se les asignan a los empleados y obreros para una comunicación directa y solo con propósitos laborales, colocando el nombre de la persona como buzón.

## Características del correo corporativo
Un sistema de correo corporativo bien puede ser contratado a terceros, quienes generalmente cuenta con un infraestructura grande y adecuada para el trabajo o bien puede ser instalado en las oficinas de la empresa por medio de una dirección IP fija obtenida por contrato especial con un ISP.

### Soporte para clientes de correo electrónico
El correo corporativo es un simple correo electrónico que cualquier cliente de correo electrónico podrá manejar sin dificultad alguna.

### Configurable en dispositivos móviles
Actualmente, todos dispositivos móviles (celulares, tabletas, laptops, etc) tienen clientes de correo a los que se pueden conectar las cuentas de correo corporativo. Es una operación fácil una vez que tienes los servidores de entrada y salida, con sus respectivos puertos.
Muchos proveedores de correo corporativo ofrecen el servicio de subir y editar documentos a la nube y compartirlos con otros usuarios.
En algunos ambientes de trabajo es necesario crear y editar documentos en cualquier lugar y aparato vía los navegadores. Esta funcionalidad de trabajar documentos en la nube, por lo general lo ofrecen los proveedores de correo corporativo con más tecnología (como Google y office360). Claro esta que costarán más que los correos corporativos que no ofrecen esta funcionalidad.

### Cooperación
Algunas de estas funcionalidades solo la tienen los correos corporativos que cuestan más.
- Calendario: se pueden crear eventos que se pueden compartir y a los que se pueden unir otros usuarios.
- Contactos: se pueden crear listas de contactos que se pueden compartir con otros usuarios.
- Tareas: se pueden crear tareas que se asignan a otros usuarios y se puede hacer seguimiento a las tareas.
- Compartir y editar documentos en la nube: se pueden compartir documentos y editarlos conjuntamente en la nube (solo algunos proveedores de correo ofrecen esta funcionalidad).
- Comunicación: chat y videoconferencia.

### Soporte para redes sociales
Muchos clientes webmail de correo corporativo ofrecen herramientas de colaboración social, como por ejemplo recibir los mensajes de Facebook y Twitter en tu bandeja de entrada.

## Beneficios de usar un correo corporativo
Los principales beneficios de usar un correo corporativo son:
- Imagen corporativa: la imagen de una empresa mejora y aumentan las posibilidades de hacer negocios.[2] Actualmente hay muchas empresas y profesionales que usan los correos de gmail o outlook.com toman esta sintaxis: ventas-tunegociogmail.com. La primera impresión que se obtienen un cliente potencial al ver una cuenta de correo de esta clase es la de una empresa pequeña. Mostrar un correo corporativo que contiene la marca de la empresa como dominio en las tarjetas personales y documentos membretados tendría esta estructura: ventastunegocio.com. La confianza de una pequeña o mediana empresa mejora mucho cuando el público ve que está usando un correo corporativo y que se ha hecho el esfuerzo de obtener un dominio con su nombre comercial o razón social.
- Estabilidad: El servicio de envío y recepción de correos es una actividad que consume muchos recursos del servidor web o alojamiento web. Esta situación puede generar muchos problemas de estabilidad ya que retarda la presentación de la página web o los correos pueden demorar en llegar o ser enviados. Es por eso que lo más recomendable para las empresas es establecer sus propios servidores exclusivos para correos electrónicos, y al que generalmente se le da el nombre de correo corporativo. Además este servicio de alojamiento de correo corporativo, ya sea propio o encomendado a un tercero, puede incluir características tales como seguridad, filtros antispam, sincronización en varios aparatos, manejo de contactos y eventos, manejo de documentos compartidos, etc.

## Proveedores de correo corporativo
Actualmente hay varios proveedores que ofrecen correo corporativo de manera masiva a nivel mundial, pero en cada país existen grandes empresas que también están en condiciones de brindar el servicio:
| Proveedor              | Tecnología libre o privada | Documentos en la Nube | Calendario y Eventos | Tareas | Espacio en Gb | Costo en USD por cuenta |
| ---------------------- | -------------------------- | --------------------- | -------------------- | ------ | ------------- | ----------------------- |
| Gmail                  | Tecnología Privada         | si                    | si                   | si     | 30            | 50/año                  |
| Office 365             | Tecnología Privada         | si                    | si                   | si     | 50            | 50/año                  |
| Zoho                   | Tecnología Privada         | si                    | si                   | si     | 30            | 24/año                  |
| Open-Xchange App Suite | Tecnología Libre           | no                    | si                   | si     | 5             | 7.92/año                |
| Zimbra                 | Tecnología Privada         | si                    | si                   | si     | 25            | 54/año                  |
| Email Business         | Tecnología Privada         | si                    | si                   | si     | 25            | 48/año                  |

## Ventajas del correo corporativo frente a las cuentas de correo gratis

### Privacidad
Por lo general los servicio de correo electrónico gratis obligan a aceptar contratos que nadie lee y que en algunos casos nos obliga a permitirles que sus robots lean nuestros correos. Ellos dicen claramente que la información no será compartida, pero no dicen que harán con los resultados de la investigación de tus datos.
Los servicios de correo corporativo ofrecen privacidad absoluta ya que tienen un costo mensual o anual por el mantenimiento del servicio y por la privacidad de los servidores y la comunicación.

### Webmail profesional
El webmail es una interfaz que permite ver buzones de correo electrónico en cualquier navegador. Generalmente se accede al webmail estribiendo: webmail.tudominio.com, y la interfaz de webmail de un correo corporativo tiene características profesionales que permiten visualizar mejor el flujo de la comunicación. Actualmente, casi todos los webmail tienen una interfaz intuitiva que se adapta a las tabletas, pc, apple, android, ios y a todos los navegadores. A diferencia de los webmail gratis, el webmail de un correo corporativo, tiene funciones avanzadas de búsqueda, antispam inteligente, es adaptable a diferentes tamaños de pantalla, tiene administrador de tareas, de citas en calendario, puedes compartir calendarios, chat privado, funciones de video, etc. En Resumen el webmail de un correo corporativo es superior al webmail de un correo gratis.

### Copias de seguridad
Cada mensaje que se envía o recibe a través de un correo corporativo tiene una copia de seguridad. En un correo corporativo nunca perderás mensajes.

### Redundancia en seguridad
La arquitectura del software que administra las cuentas de correos corporativos tiene redundancias de seguridad para asegurar que no se pierdan mensajes ni se filtren viruses.

### Seguridad contra el spam y virus
El correo corporativo a diferencia del correo electrónico gratis, tiene sistemas avanzados contra el spam y de protección contra virus. A menudo en la comunicación entre empresas es necesario bajar documentos adjuntos, los cuales pasan por un riguroso control antivirus antes de proceder a la descarga.

### Ahorro en los gastos de mantenimiento del hardware y software de correo
Al tener un correo corporativo con webmail avanzado, la empresa que vendió las cuentas de correo se encargará del mantenimiento de los servidores de correo y del software administrador de correo. Esto resulta en un ahorro de costos para los usuarios de correo corporativo que ya no tienen que contratar personal especializado para administrar su servidor de correos electrónicos.